# Баргузинський район
Баргузинський район (рос. Баргузинский район, бур. Баргажанай аймаг) — адміністративна одиниця Республіки Бурятія Російської Федерації.
Адміністративний центр — село Баргузин.

## Адміністративний поділ
До складу району входять 2 міських та 8 сільських поселень:
1. селище Усть-Баргузин
2. селище Ювілейний
3. Адамовське сільське поселення — с. Адамово
4. Баргузинське сільське поселення — с. Баргузин
5. Баянгольське сільське поселення — с. Баянгол
6. Сувинське сільське поселення — с. Суво
7. Улюнське сільське поселення — с. Улюн
8. Уринське сільське поселення — с. Уро
9. Читканське сільське поселення — с. Чіткан
10. Хілганайське сільське поселення — с. Хілгана